# 16.ª etapa del Tour de Francia 2020
La 16.ª etapa del Tour de Francia 2020 tuvo lugar el 15 de septiembre de 2020 entre La Tour-du-Pin y Villard-de-Lans sobre un recorrido de 164 km y fue ganada por el alemán Lennard Kämna del Bora-Hansgrohe. Un día más, el esloveno Primož Roglič consiguió mantener el maillot amarillo.

## Clasificación de la etapa
| \| Clasificación de la etapa \| Clasificación de la etapa \| Clasificación de la etapa \| Clasificación de la etapa \| Clasificación de la etapa \| \| Ciclista \| Ciclista \| Equipo \| Tiempo \| \| \| ------------------------- \| ------------------------- \| -------------------------------- \| ------------------------- \| ------------------------- \| \| 1.º \| Lennard Kämna \| Bora-Hansgrohe \| 4 h 12 min 52 s \| \| \| 2.º \| Richard Carapaz \| Ineos Grenadiers \| + 1 min 27 s \| \| \| 3.º \| Sébastien Reichenbach \| Groupama-FDJ \| + 1 min 56 s \| \| \| 4.º \| Pavel Sivakov \| Ineos Grenadiers \| + 2 min 34 s \| \| \| 5.º \| Simon Geschke \| CCC Team \| + 2 min 35 s \| \| \| 6.º \| Warren Barguil \| Arkéa-Samsic \| + 2 min 37 s \| \| \| 7.º \| Tiesj Benoot \| Team Sunweb \| + 2 min 41 s \| \| \| 8.º \| Nicolas Roche \| Team Sunweb \| + 2 min 47 s \| \| \| 9.º \| Quentin Pacher \| B&B Hotels-Vital Concept p/b KTM \| + 2 min 51 s \| \| \| 10.º \| Julian Alaphilippe \| Deceuninck-Quick Step \| + 2 min 54 s \| \| |                       |                                  |                 |
| |                       |                                  |                 |
| Fuente: ProCyclingStats |                       |                                  |                 |
| Clasificación de la etapa |                       |                                  |                 |
| Ciclista | Ciclista              | Equipo                           | Tiempo          |
| 1.º | Lennard Kämna         | Bora-Hansgrohe                   | 4 h 12 min 52 s |
| 2.º | Richard Carapaz       | Ineos Grenadiers                 | + 1 min 27 s    |
| 3.º | Sébastien Reichenbach | Groupama-FDJ                     | + 1 min 56 s    |
| 4.º | Pavel Sivakov         | Ineos Grenadiers                 | + 2 min 34 s    |
| 5.º | Simon Geschke         | CCC Team                         | + 2 min 35 s    |
| 6.º | Warren Barguil        | Arkéa-Samsic                     | + 2 min 37 s    |
| 7.º | Tiesj Benoot          | Team Sunweb                      | + 2 min 41 s    |
| 8.º | Nicolas Roche         | Team Sunweb                      | + 2 min 47 s    |
| 9.º | Quentin Pacher        | B&B Hotels-Vital Concept p/b KTM | + 2 min 51 s    |
| 10.º | Julian Alaphilippe    | Deceuninck-Quick Step            | + 2 min 54 s    |

## Clasificaciones al final de la etapa

### Clasificación general(Maillot Jaune)
| \| Clasificación general \| Clasificación general \| Clasificación general \| Clasificación general \| Clasificación general \| \| Ciclista \| Ciclista \| Equipo \| Tiempo \| \| \| --------------------- \| --------------------- \| --------------------- \| --------------------- \| --------------------- \| \| 1.º \| Primož Roglič \| Jumbo-Visma \| 70 h 06 min 47 s \| \| \| 2.º \| Tadej Pogačar \| UAE Team Emirates \| + 40 s \| \| \| 3.º \| Rigoberto Urán \| EF Pro Cycling \| + 1 min 34 s \| \| \| 4.º \| Miguel Ángel López \| Astana \| + 1 min 45 s \| \| \| 5.º \| Adam Yates \| Mitchelton-Scott \| + 2 min 03 s \| \| \| 6.º \| Richie Porte \| Trek-Segafredo \| + 2 min 13 s \| \| \| 7.º \| Mikel Landa \| Bahrain McLaren \| + 2 min 16 s \| \| \| 8.º \| Enric Mas \| Movistar Team \| + 3 min 15 s \| \| \| 9.º \| Tom Dumoulin \| Jumbo-Visma \| + 5 min 19 s \| \| \| 10.º \| Nairo Quintana \| Arkéa-Samsic \| + 5 min 43 s \| \| |                    |                   |                  |
| |                    |                   |                  |
| Fuente: ProCyclingStats |                    |                   |                  |
| Clasificación general |                    |                   |                  |
| Ciclista | Ciclista           | Equipo            | Tiempo           |
| 1.º | Primož Roglič      | Jumbo-Visma       | 70 h 06 min 47 s |
| 2.º | Tadej Pogačar      | UAE Team Emirates | + 40 s           |
| 3.º | Rigoberto Urán     | EF Pro Cycling    | + 1 min 34 s     |
| 4.º | Miguel Ángel López | Astana            | + 1 min 45 s     |
| 5.º | Adam Yates         | Mitchelton-Scott  | + 2 min 03 s     |
| 6.º | Richie Porte       | Trek-Segafredo    | + 2 min 13 s     |
| 7.º | Mikel Landa        | Bahrain McLaren   | + 2 min 16 s     |
| 8.º | Enric Mas          | Movistar Team     | + 3 min 15 s     |
| 9.º | Tom Dumoulin       | Jumbo-Visma       | + 5 min 19 s     |
| 10.º | Nairo Quintana     | Arkéa-Samsic      | + 5 min 43 s     |

### Clasificación por puntos(Maillot Vert)
| Clasificación por puntos | Clasificación por puntos | Clasificación por puntos         | Clasificación por puntos | Clasificación por puntos |
| Ciclista                 | Ciclista                 | Equipo                           | Puntos                   |                          |
| ------------------------ | ------------------------ | -------------------------------- | ------------------------ | ------------------------ |
| 1.º                      | Sam Bennett              | Deceuninck-Quick Step            | 269 pts                  |                          |
| 2.º                      | Peter Sagan              | Bora-Hansgrohe                   | 224 pts                  |                          |
| 3.º                      | Matteo Trentin           | CCC Team                         | 212 pts                  |                          |
| 4.º                      | Bryan Coquard            | B&B Hotels-Vital Concept p/b KTM | 166 pts                  |                          |
| 5.º                      | Caleb Ewan               | Lotto-Soudal                     | 158 pts                  |                          |
| 6.º                      | Wout van Aert            | Jumbo-Visma                      | 131 pts                  |                          |
| 7.º                      | Julian Alaphilippe       | Deceuninck-Quick Step            | 130 pts                  |                          |
| 8.º                      | Michael Mørkøv           | Deceuninck-Quick Step            | 112 pts                  |                          |
| 9.º                      | Alexander Kristoff       | UAE Team Emirates                | 100 pts                  |                          |
| 10.º                     | Tadej Pogačar            | UAE Team Emirates                | 97 pts                   |                          |

### Clasificación de la montaña(Maillot à Pois Rouges)
| Clasificación de la montaña | Clasificación de la montaña | Clasificación de la montaña      | Clasificación de la montaña | Clasificación de la montaña |
| Ciclista                    | Ciclista                    | Equipo                           | Puntos                      |                             |
| --------------------------- | --------------------------- | -------------------------------- | --------------------------- | --------------------------- |
| 1.º                         | Benoît Cosnefroy            | AG2R La Mondiale                 | 36 pts                      |                             |
| 2.º                         | Pierre Rolland              | B&B Hotels-Vital Concept p/b KTM | 36 pts                      |                             |
| 3.º                         | Tadej Pogačar               | UAE Team Emirates                | 34 pts                      |                             |
| 4.º                         | Primož Roglič               | Jumbo-Visma                      | 33 pts                      |                             |
| 5.º                         | Nans Peters                 | AG2R La Mondiale                 | 32 pts                      |                             |
| 6.º                         | Marc Hirschi                | Team Sunweb                      | 31 pts                      |                             |
| 7.º                         | Lennard Kämna               | Bora-Hansgrohe                   | 27 pts                      |                             |
| 8.º                         | Jesús Herrada               | Cofidis                          | 25 pts                      |                             |
| 9.º                         | Quentin Pacher              | B&B Hotels-Vital Concept p/b KTM | 24 pts                      |                             |
| 10.º                        | Toms Skujiņš                | Trek-Segafredo                   | 24 pts                      |                             |

### Clasificación del mejor joven(Maillot Blanc)
| Clasificación del mejor joven | Clasificación del mejor joven | Clasificación del mejor joven | Clasificación del mejor joven | Clasificación del mejor joven |
| Ciclista                      | Ciclista                      | Equipo                        | Tiempo                        |                               |
| ----------------------------- | ----------------------------- | ----------------------------- | ----------------------------- | ----------------------------- |
| 1.º                           | Tadej Pogačar                 | UAE Team Emirates             | 70 h 07 min 27 s              |                               |
| 2.º                           | Enric Mas                     | Movistar Team                 | + 2 min 35 s                  |                               |
| 3.º                           | Egan Bernal                   | Ineos Grenadiers              | + 18 min 24 s                 |                               |
| 4.º                           | Valentin Madouas              | Groupama-FDJ                  | + 1 min 21 s                  |                               |
| 5.º                           | Daniel Felipe Martínez        | EF Pro Cycling                | + 1 min 24 s                  |                               |
| 6.º                           | Lennard Kämna                 | Bora-Hansgrohe                | + 1 min 31 s                  |                               |
| 7.º                           | Harold Tejada                 | Astana                        | + 1 h 43 min 48 s             |                               |
| 8.º                           | Neilson Powless               | EF Pro Cycling                | + 2 h 01 min 54 s             |                               |
| 9.º                           | Niklas Eg                     | Trek-Segafredo                | + 2 h 07 min 59 s             |                               |
| 10.º                          | Marc Hirschi                  | Team Sunweb                   | + 2 h 14 min 34 s             |                               |

### Clasificación por equipos(Classement par Équipe)
| Clasificación por equipos | Clasificación por equipos | Clasificación por equipos | Clasificación por equipos |
| Equipo                    | Equipo                    | Tiempo                    |                           |
| ------------------------- | ------------------------- | ------------------------- | ------------------------- |
| 1.º                       | Movistar Team             | 210 h 11 min 06 s         |                           |
| 2.º                       | Ineos Grenadiers          | + 35 min 37 s             |                           |
| 3.º                       | EF Pro Cycling            | + 37 min 00 s             |                           |
| 4.º                       | Jumbo-Visma               | + 37 min 36 s             |                           |
| 5.º                       | Bahrain McLaren           | + 1 h 00 min 57 s         |                           |
| 6.º                       | Trek-Segafredo            | + 1 h 09 min 07 s         |                           |
| 7.º                       | Astana                    | + 1 h 17 min 25 s         |                           |
| 8.º                       | AG2R La Mondiale          | + 1 h 53 min 39 s         |                           |
| 9.º                       | Arkéa-Samsic              | + 2 h 08 min 12 s         |                           |
| 10.º                      | Groupama-FDJ              | + 2 h 30 min 16 s         |                           |

## Abandonos
- David Gaudu abandonó en los primeros kilómetros con molestias en el sacro que arrastraba desde el inicio de la prueba.[2]
- Jérôme Cousin por fuera de control.[3]